# Jonas Arnell (ordenshärold)
Jonas Henry Arnell, tidigare under en period Arnell-Szurkos, född den 28 februari 1969 i Längbro församling, Örebro län, är en svensk faleristiker. Han är sedan 1 januari 2023 ordenshärold vid Kungl. Maj:ts Orden.

## Biografi
Arnell är uppvuxen i Eskilstuna. Han har avlagt grundskollärarexamen vid Linköpings universitet och filosofie kandidatexamen vid Stockholms universitet. Han var politiskt sakkunnig i Kristdemokraternas riksdagskansli 1995–2014, och kanslichef vid Svenska Soldathemsförbundet 2015–2023. 
Arnell är sedan 1990-talet engagerad i faleristik och verksam som skribent och föreläsare. Han har arbetat för att framhålla och understödja äkta riddarordnar, och har anlitats för att kommentera faleristik i svensk media. Under 2017 var han en av initiativtagarna till Svenska Faleristiska Föreningen och sedan 2020 medlem av Internationella kommissionen för riddarordnar.
Arnell utsågs till ordensamanuens vid Kungl. Maj:ts Orden 1 januari 2018; han befordrades och tillträde den 1 januari 2023 som ordenshärold.
Arnell är engagerad i Svenska Heraldiska Föreningen; han ingick i redaktionen för Vapenbilden 2008–2013. Han är ledamot av Kungliga Sällskapet Pro Patria sedan 2019 och Vetenskapssocieteten i Lund sedan 2021.

## Utmärkelser
- Carl XVI Gustafs Jubileumsminnestecken IV med anledning av 50 år på tronen i guld (CXVIG:sJmtIV 15 september 2023)
- Kungliga Patriotiska sällskapets stora medalj i guld (PatrSstGM 2015) för betydande gärning, 25 år som faleristiker[4]
- Svenska numismatiska föreningens förtjänstmedalj i silver (SNFSM 2023)[15]
- Svenska Försvarsutbildningsförbundets förtjänsttecken i guld (FöutbGFt 2023)
- Riddare av Finlands Vita Ros’ orden (RFinlVRO i samband med statsbesöket 23 april 2024)
- Påvliga Heliga gravens ordens förtjänstkors av 2:a klassen motu proprio (PåvlHGO:sFK2kl 2017, PåvlHGO:sFK3kl 2011[6])
- Hedersmedlem av Studentkåren StuFF vid Linköpings universitet (2021)[16]
- Stipendium ur Sten Lewenhaupts fond inom Arla Coldin (2022) för forskning om svenskt ordensväsende[17]